# Macandrewiidae
Macandrewiidae é uma família de esponjas marinhas da ordem Lithistida.

## Gêneros
- Macandrewia Gray, 1859